# Amata acrospila
Amata acrospila là một loài bướm đêm thuộc phân họ Arctiinae, họ Erebidae.